# Lynanoue
Lynanoue, de son vrai nom Jocelyne Renaudin, née le 15 juin 1939 à Nancy, est une peintre, aquarelliste et pastelliste française.

## Biographie
Née le 15 juin 1939 à Nancy, Jocelyne Renaudin connue sous le pseudonyme de Lynanoue, a vécu sa jeunesse dans une famille d'artiste d'origine russe, apprenant tôt à dessiner. Elle a participé aux Salon des Indépendants, au Salon des Artistes Français et au Salon d'Automne à Paris. Elle a présenté ses œuvres dans des expositions personnelles en France (dont la Guadeloupe et Tahiti), Angleterre, Italie, Allemagne et Pays-Bas. Elle peint en touches légères, aux couleurs chaudes, le monde qui l'entoure. Ses portraits, et plus encore ses paysages, sont marqués par l'impressionnisme.
De ses admirations pour les grands maîtres, elle a conservé un goût pour une peinture figurative.